# Elecciones legislativas de Mongolia de 1951
Las elecciones parlamentarias de 1951 tuvieron lugar el día 10 de junio en la República Popular de Mongolia.
En esta época, Mongolia se encontraba bajo el régimen de un único partido, el cual era el Partido Revolucionario del Pueblo de Mongolia.
El Partido Revolucionario del Pueblo de Mongolia ganó 176 de los 295 escaños, el resto de los 119 escaños fue a parar a candidatos no alineados en partidos, quienes habían sido aprobados por el Partido Revolucionario del Pueblo de Mongolia debido a su status.
El recuento de votos reportado fue del 99,9%.

## Tabla de resultados
| Partido                                       | Votos   | %   | Diputados |
| --------------------------------------------- | ------- | --- | --------- |
| Partido Revolucionario del Pueblo de Mongolia |         |     | 176       |
| Independientes                                |         |     | 119       |
| Inválidos/Votos en blanco                     |         | -   | -         |
| Total                                         | 489.031 | 100 | 295       |
| Fuente: Nohlen et al.                         |         |     |           |